# Ямпільчик
Я́мпільчик — село в Україні, у Чемеровецькій селищній громаді Кам'янець-Подільського району Хмельницької області.

## Назва
Місцева легенда походження назви села розповідає: сподобавши дане місце, першопоселенець Ян Пулька заснував у лісі хутір і пасіку. Пізніше хутір переріс в чимале село. З того часу і пішла в дещо видозміненій формі назва села Ян Пулька — Ямпільчик.

## Географія
Через село протікає річка Ямпільчик. Село розташоване за 51 кілометр автошляхами від міста Кам'янець-Подільський на подільській височині. 

## Історія
Ямпільчик в історичних документах згадується на початку XVIII століття, це село найймовірніше появилось на початку XVII століття (в більш ранніх документах село не спостерігається).
Церква була вже у XVIII столітті, можливо храм засновано 1741 року. До 1776 року церква дерев'яна, трикупольна. У 1847 - 1857 рр. на кошти парафіян побудована кам'яна церква з дзвіницею. Освячена на честь Іоанна Богослава. У 1887 році купол і стіни дзвіниці замінені новими. На дзвіниці було 5 дзвонів. Два з них від 1741 і 1773 років.
Ямпільчик належав Сіліцькому (1730), Маріані Потоцькій, до шлюбу Огінській (біля 1759), вона в 1793 р., не бажаючи залишатися під російською владою, продає маєток Ленінському (в 1820 р. в його володінні було тут 238 селян). Після смерті останнього маєток перейшов до його намісників. Тут нараховується 133 двори, 716 жителів, церква.
Першу школу було відкрито в 1888 році, в якій навчалось 12 учнів селян. З того часу школа почала зростати і вже на 1905 рік нараховувалось 22 учні.
Внаслідок поразки Перших визвольних змагань на початку XX століття, село надовго окуповане російсько-більшовицькими загарбниками.
Радянська окупація принесла колективізацію та розкуркулення, мешканці села зазнали репресій.
В 1932–1933 селяни села пережили Голодомор.
В роки Великого терору 1936-1937 вбито чимало осіб різних національностей і професій, багато людей було виселено як сім'ї «ворогів народу».
Роки війни близько 55 юнаків і дівчат насильно вивезено на роботи в Німеччину.
З 1991 року в складі незалежної України.
15 вересня 2016 року шляхом об'єднання сільських територіальних громад, село увійшло до складу Чемеровецької селищної громади., до цього органом місцевого самоврядування була Ямпільчицька сільська рада.
До адміністративної реформи 19 липня 2020 року село належало до Чемеровецького району, після його ліквідації, увійшло до складу Кам'янець-Подільського району.
13 травня 2022 року релігійна громада храму Святого Іоанна Богослова села Ямпільчик перейшла з Московського патріархату в Православну Церкву України.

## Населення
Населення становить 802 особи на 2001 рік.

## Релігія
- Церква Святого Іоанна Богослова (ПЦУ)

## Природоохоронні території
Село лежить у межах національного природного парку «Подільські Товтри».

## Видатні уродженці
- Чехівський Олексій Олександрович — український мовознавець.
- Швачинська Олена Боніфатіївна (1874 — 1940-ві) — учителька, українська громадська діячка на Зеленому Клині в 1917—1922
- Пилип Поплавський (1940—2001) — учасник дрейфу баржи Т-36[ru]. Похований у рідному селі.

## Світлини

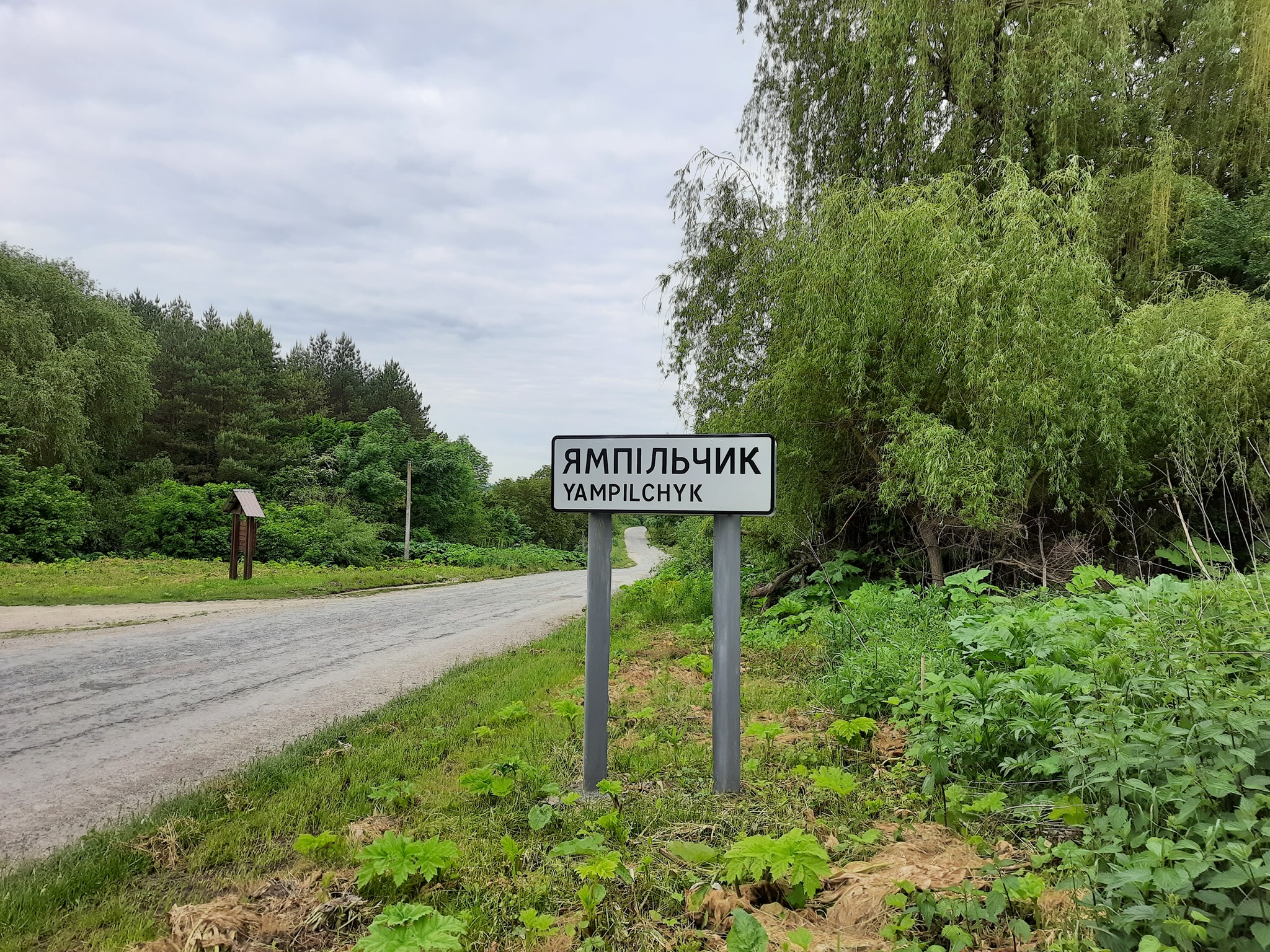
В'їзд в село
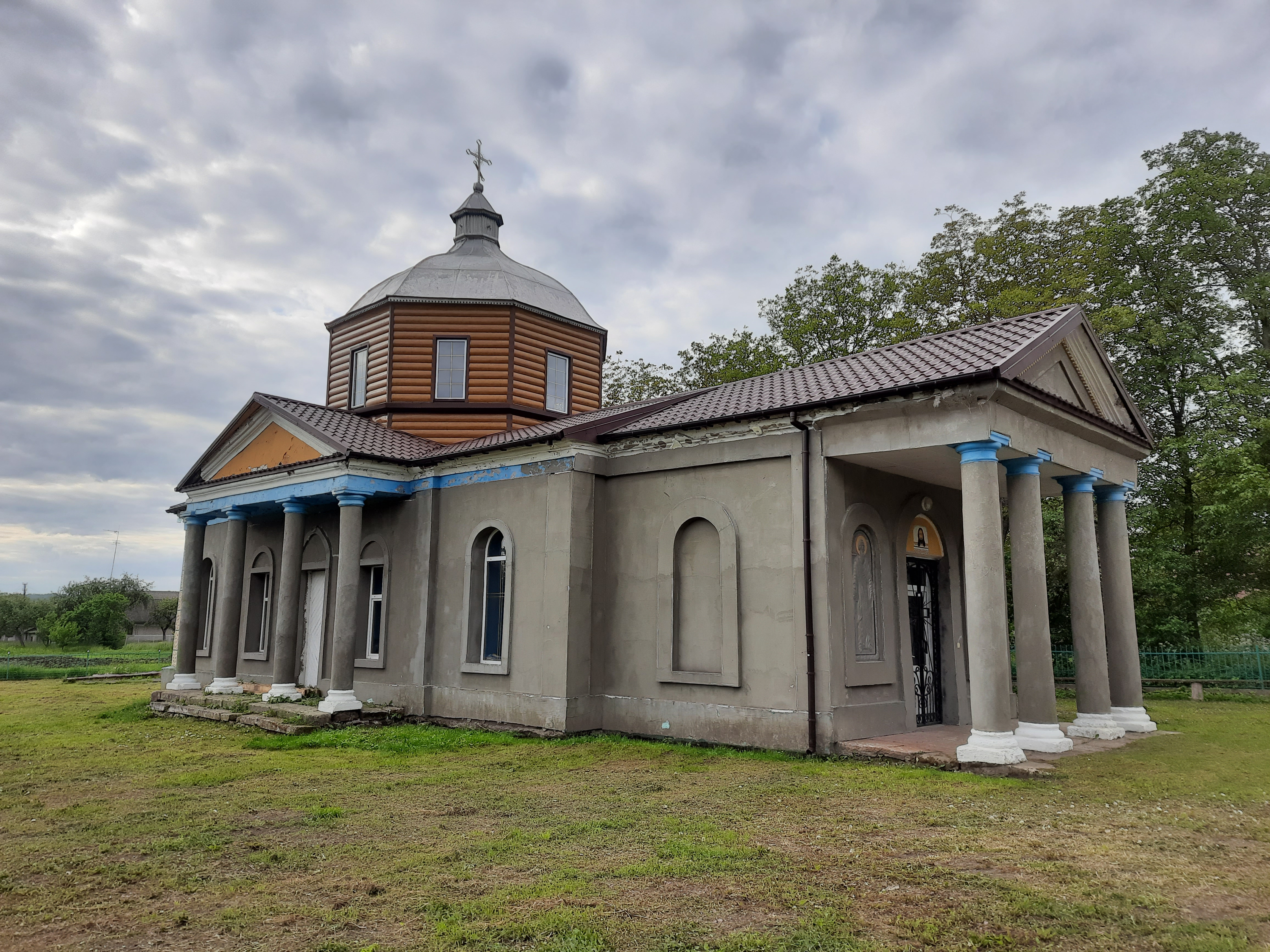
Церква Іоанна Богослова 19ст
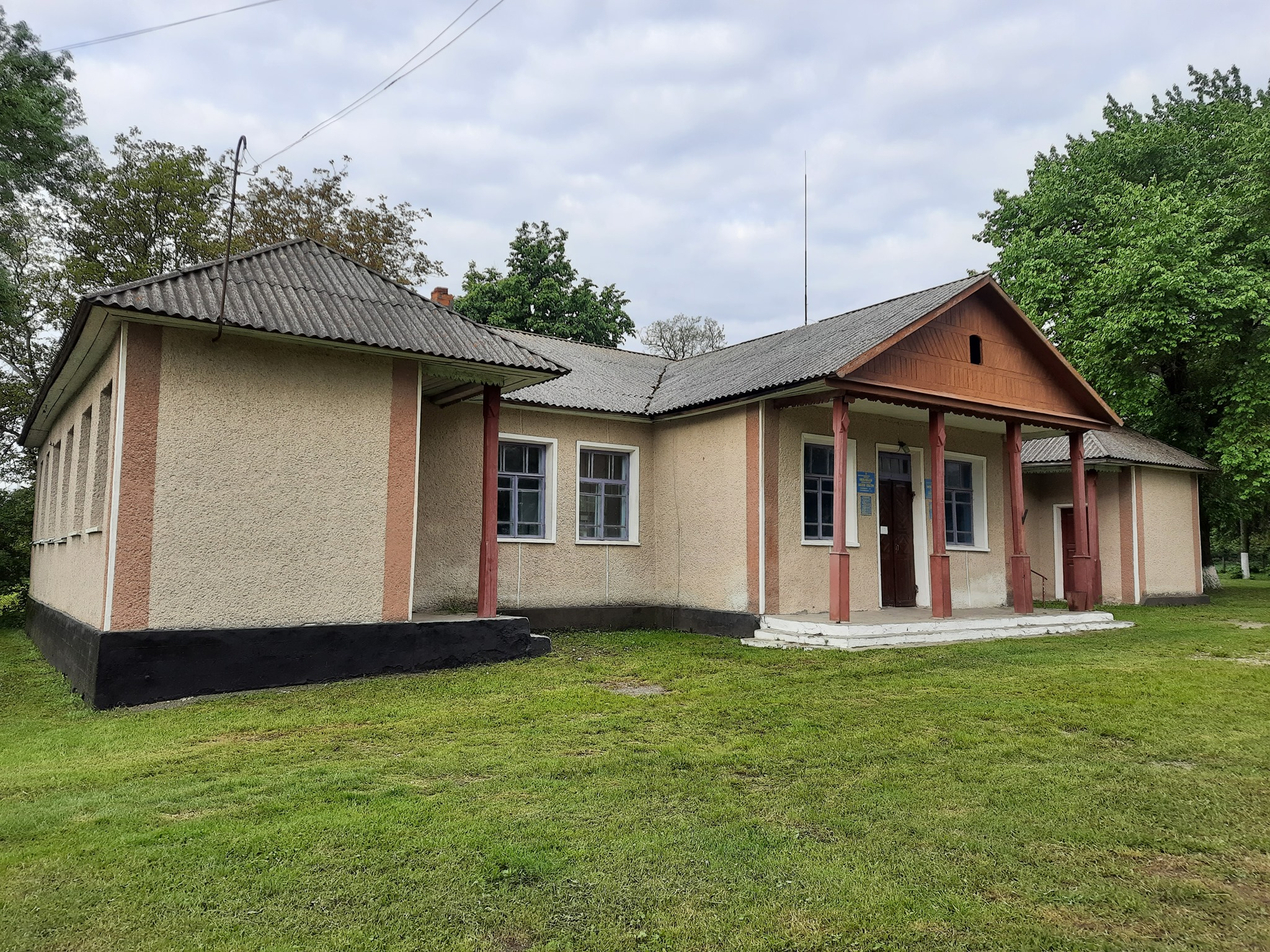
Будинок культури
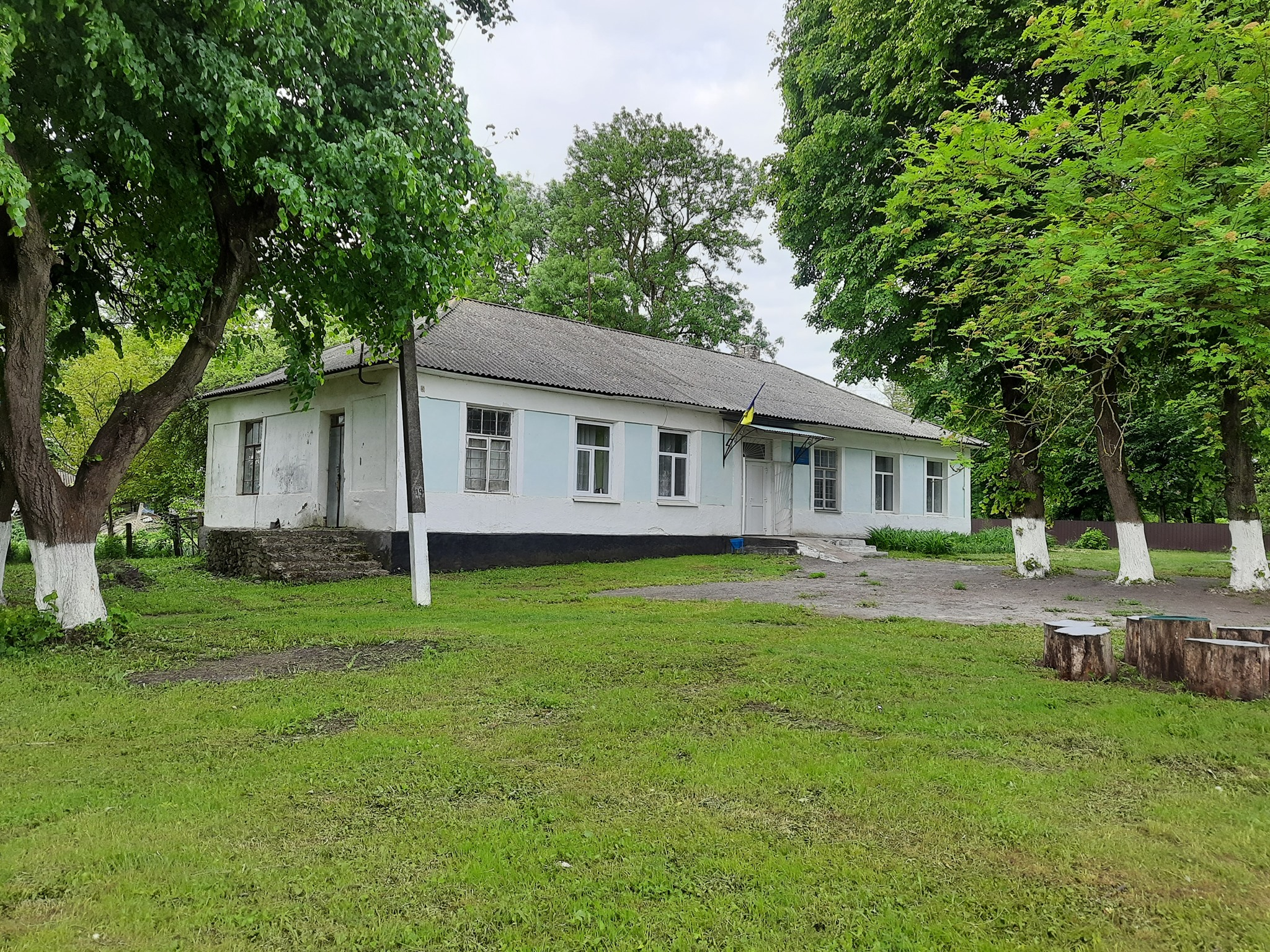
Старостат
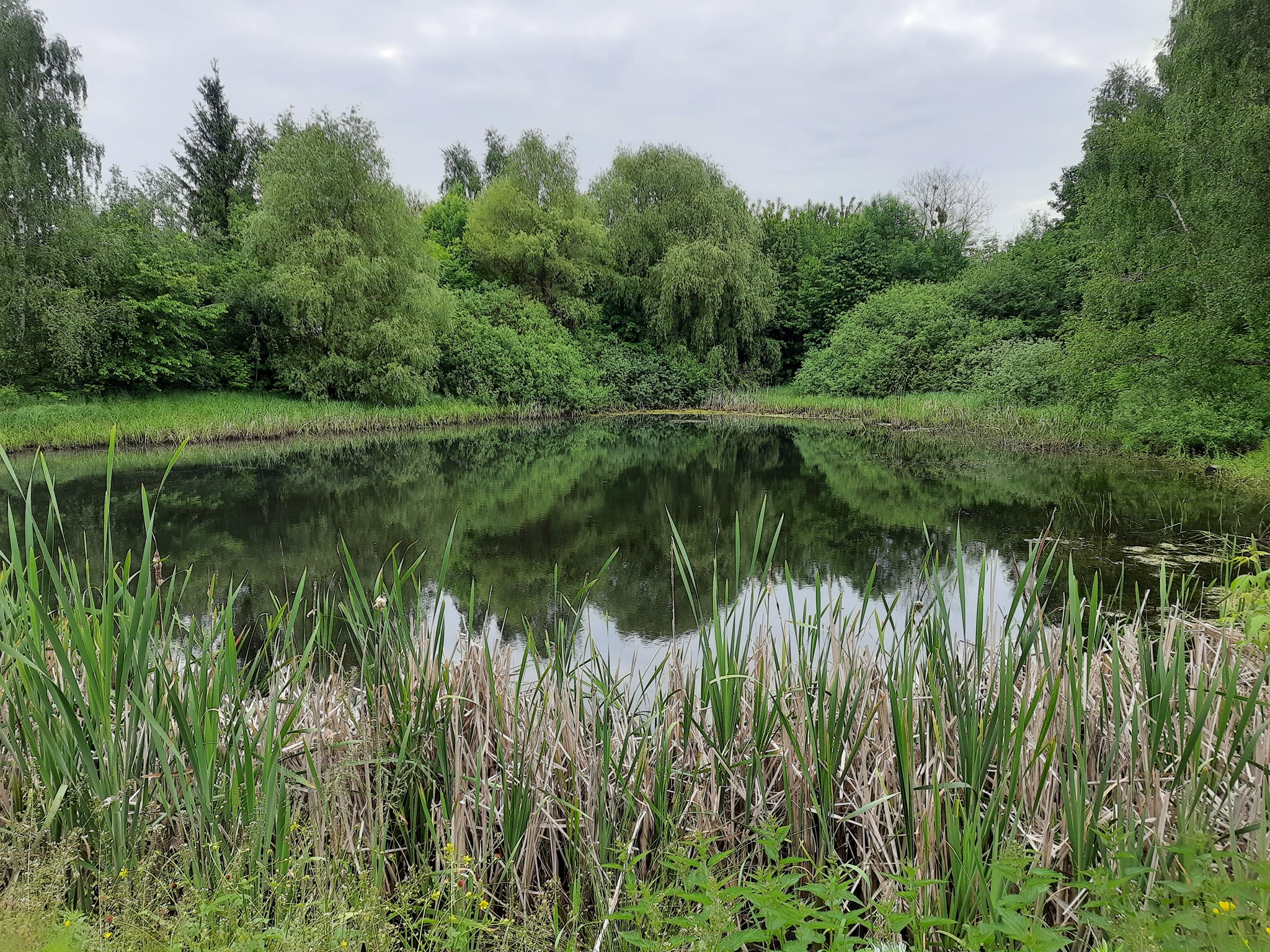
Ставок біля села